# Sempre e para sempre (álbum Alien Ant Farm)
| N.º | Título                     | Duração |  |
| 1.  | "Yellow Pages"             |         |  |
| 2.  | "Simpatico"                |         |  |
| 3.  | "Burning"                  |         |  |
| 4.  | "Let 'Em Know"             |         |  |
| 5.  | "Our Time"                 |         |  |
| 6.  | "Homage"                   |         |  |
| 7.  | "Sidelines"                |         |  |
| 8.  | "Little Things (Physical)" |         |  |
| 9.  | "Crazy Love"               |         |  |
| 10. | "American Pie"             |         |  |
| 11. | "Godlike"                  |         |  |
| 12. | "Better Weather"           |         |  |
| 13. | "Dirty Bomb"               |         |  |

 Always and Forever is the fifth studio album by Alien Ant Farm. The album features two singles: "Let 'Em Know", which was released on May 1, 2013, and "Homage", which was released on September 2, 2014. The latter received radio airplay on September 23, 2014.

## Track listing
| Críticas profissionais | Críticas profissionais |
| Avaliações da crítica  | Avaliações da crítica  |
| Fonte                  | Avaliação              |
| ---------------------- | ---------------------- |

1. ↑  «AllAccess.com Alternative eWeekly». AllAccess. 16 de setembro de 2014. Consultado em 4 de julho de 2016